# Jaqueline Maria Duarte Pires Ferreira Rodrigues Pires
Jaqueline Maria Duarte Pires Ferreira Rodrigues Pires (* 1. November 1968) ist eine kap-verdische Diplomatin.

## Leben
1992 erwarb sie einen Bachelor-Abschluss in Internationalen Beziehungen an der Universität Lissabon in Portugal. Im Jahr 1995 wurde sie Botschaftssekretärin. Von 1998 bis 2001 arbeitete sie als Referentin mit der Zuständigkeit für Portugal, der Gemeinschaft der Portugiesischsprachigen Länder, afrikanische Länder portugiesischer Prägung und den Vereinten Nationen. 2001 wurde sie Beraterin des kapverdischen Außenministers, bis sie im Jahr 2004 Beraterin des Exekutivsekretärs der Gemeinschaft der Portugiesischsprachigen Länder in Lissabon wurde. Diese Aufgabe versah sie bis 2009. 2008 absolvierte sie zugleich ein Aufbaustudium in Afrikastudien und Entwicklung. Sie übernahm dann von 2010 bis 2012 die Funktion als stellvertretende Nationaldirektorin für politische Angelegenheiten und Zusammenarbeit des kapverdischen Außenministeriums. 2012 bis 2015 war sie diplomatische Beraterin des Premierministers.
Am 10. November 2015 wurde sie als kapverdische Botschafterin in Deutschland mit Sitz in Berlin akkreditiert. Das Amt versah sie bis zum 27. August 2019.